# Alpheus Spring Packard

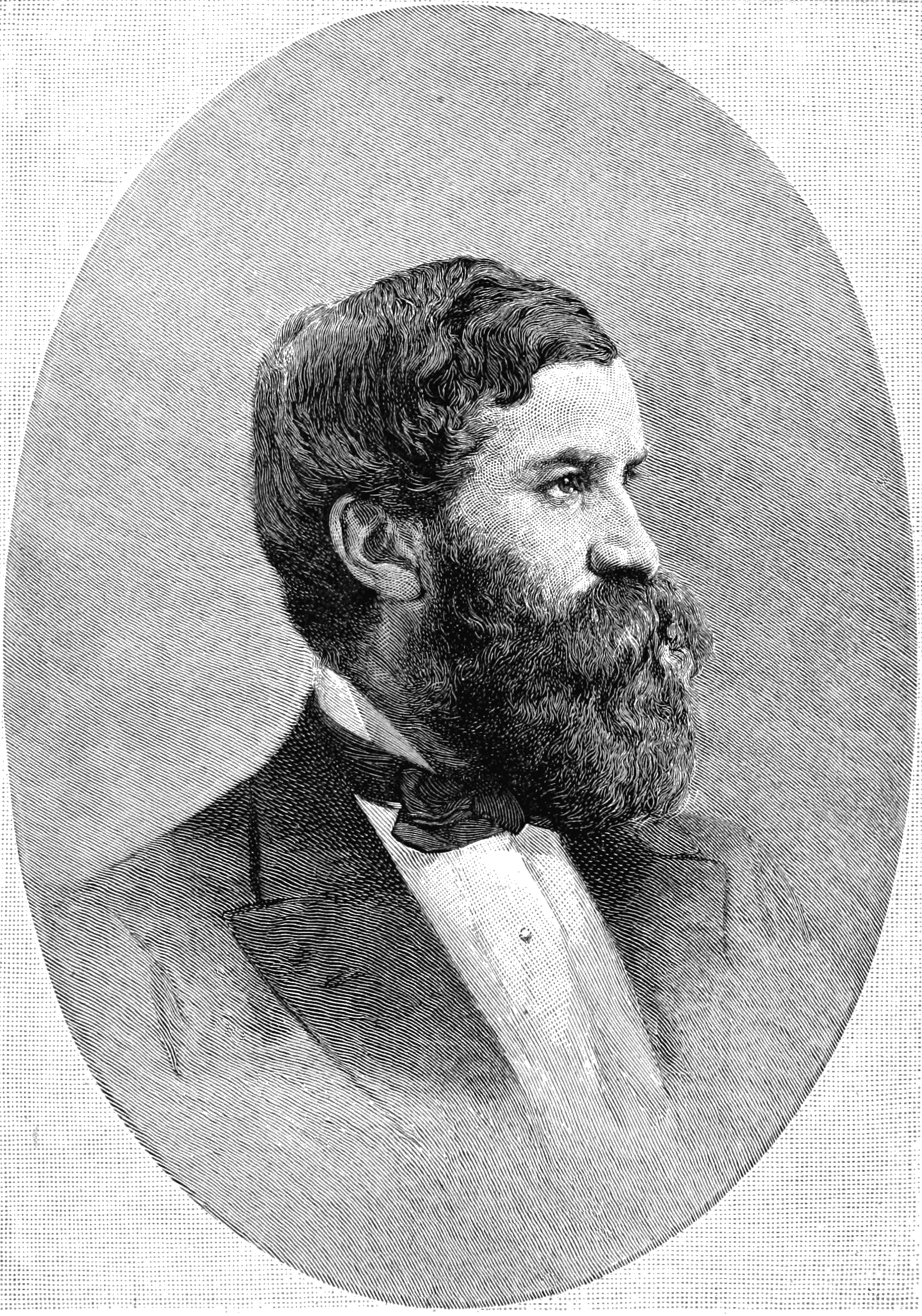
Alpheus Spring Packard

Alpheus Spring Packard junior (* 19. Februar 1839 in Brunswick (Maine); † 14. Februar 1905 in Providence (Rhode Island)) war ein US-amerikanischer Entomologe und Paläontologe.

## Leben und Wirken
Er war der Sohn von Alpheus Spring Packard, Sr. (1798–1884), Professor für Altphilologie und Präsident des Bowdoin College in Brunswick, und Bruder von William Alfred Packard (1830–1909), Professor für Altphilologie in Princeton. Er studierte am Bowdoin College und nahm 1860 an einer ersten wissenschaftlichen Expedition nach Labrador teil. Nach dem Bachelor-Abschluss 1861 nahm er als Entomologe an der wissenschaftlichen Landesaufnahme von Maine teil. Danach setzte er sein Studium bei Louis Agassiz in Harvard fort, studierte aber gleichzeitig Medizin mit dem M.D. Abschluss 1864. Danach war er kurz Militärarzt im amerikanischen Bürgerkrieg und wurde dann Kustos und Bibliothekar der Boston Society for Natural History. 1867 veröffentlichte er die Ergebnisse seiner Labrador-Expeditionen. Danach war er an der neu gegründeten Peabody Academy of Science (wie auch drei weitere Agassiz-Schüler Alpheus Hyatt, Frederic Ward Putnam und Edward Sylvester Morse), bevor er 1878 Professor für Zoologie und Geologie an der Brown University wurde.
Mit Morse, Hyatt und Putnam gründete er 1867 die Zeitschrift American Naturalist.
1871 bis 1873 war er Staats-Entomologe von Massachusetts und hielt Vorlesungen an den landwirtschaftlichen Hochschulen von Maine und Massachusetts über Insekten. Nach einigen verheerenden Heuschrecken-Plagen in den USA wurde er Mitglied der neu gegründeten Entomologischen Kommission der USA. Er untersuchte auch marine wirbellose Tiere, Embryologie und Insektenmetamorphose und die Fauna der Mammuthöhle, weshalb er 1874 Assistent am Kentucky Geological Survey wurde und weitere Höhlen in Kentucky untersuchte. Packard war Neo-Lamarckist und schrieb eine Biographie von Jean-Baptiste Lamarck.
Er heiratete 1867 und hatte vier Kinder.
Packard war seit 1872 Mitglied der National Academy of Sciences. 1868 wurde er in die American Academy of Arts and Sciences gewählt.

## Schriften (Auswahl)
- Guide to the Study of Insects 1869
- mit F. W. Putnam: The Mammoth Cave and its Inhabitants 1872
- Our Common Insects 1873, Gutenberg
- Half-Hours with Insects 1876
- Life Histories of Animals 1876
- Entomology for Beginners 1888
- A Naturalist on the Labrador Coast 1891
- Lamarck, the Founder of Evolution: His Life and Work 1901, Gutenberg
- Zoology for High Schools and Colleges, 11. Auflage 1904
- Monograph of the Bombycine Moths of North America, 3 Teile, 1895, 1905, 1915 (herausgegeben von T. D. A. Cockerell).